# Joana de Eça
Joana de Eça (c. 1467 - ?) foi uma religiosa portuguesa.

## Biografia
D. Joana de Eça era filha de João Rodrigues de Azevedo, o Boi, Cavaleiro Fidalgo da Casa Real em 1462, e de sua mulher D. Branca de Eça, da qual foi segundo marido, neta paterna de Rui Fernandes e de sua mulher Ana de Azevedo e neta materna de D. Fernando de Eça, Senhor de Eça, e de sua terceira mulher Isabel de Ávalos.
Foi Abadessa do Mosteiro de Celas, em Coimbra.
Teve amores com Vasco Gomes de Abreu, Poeta dos Cancioneiros e sobrinho do Bispo adiante referido, do qual teve um filho. Sobre estas religiosas, Anselmo Braamcamp Freire escreve: "foi característico o porte desregrado das senhoras das primeiras gerações dos Eças, e bem revelador do atavismo, ou melhor, da hereditariedade, a que se mostraram sujeitas". É curioso que várias pessoas da sua família, igualmente religiosas, se celebrizaram também por ilícitos amores com parentes do Bispo. Uma meia-tia, D. Beatriz de Eça, Abadessa do Mosteiro de Celas, em Coimbra, teve ilícitos amores com o Bispo de Viseu, D. João Gomes de Abreu, do qual teve alguns, dois filhos. Uma tia, D. Catarina de Eça, famosa Abadessa do Mosteiro de Lorvão, foi amante de Pedro Gomes de Abreu, Senhor de Regalados e sobrinho-neto do Bispo. Finalmente, D. Filipa de Eça, prima-irmã da anterior e filha de D. Pedro de Eça, meio-irmão e irmão, respectivamente, das duas primeiras, Abadessa do Mosteiro de Vale de Madeiros e do Mosteiro de Lorvão, foi amante do Poeta João Gomes de Abreu. Anselmo Braamcamp Freire, que estudou este assunto, diz que as Freiras da família de Eça "parece terem tomado a peito procriarem bastardos dos Abreus". A terminar, acrescenta que, em Carta do Rei D. João III de Portugal datada de 31 de Agosto de 1543 para o Embaixador de Portugal nos Estados Pontifícios junto do Papa Paulo III, o Rei pede ajuda para combater o comportamento dissoluto das Eças no Mosteiro de Lorvão.